# Yanelis Labrada
Yanelis Yuliet Labrada Diaz, född 8 oktober 1981, är en kubansk taekwondoutövare.
Hon tog OS-silver i flugviktsklassen i samband med de olympiska taekwondo-turneringarna 2004 i Aten.